# Semeniška knjižnica, Ljubljana
Semeniška knjižnica je prva javna znanstvena knjižnica na Slovenskem, ki deluje v sklopu Bogoslovnega semenišča Ljubljana in ima štiri oddelke (baročni, novejši, Cirilski in bibliografski). Baročni oddelek predstavlja najlepšo in najbolj ohranjeno baročno knjižnico v Sloveniji.
Ustanovljena je bila 30. maja 1701 na pobudo ljubljanske kulturne in umetniške družbe Academia operosorum Labacensis s podpisi tedanjega ljubljanskega škofa Sigismunda Krištofa grofa Herbersteina, prošta Janeza Krstnika Prešerna (predsednik akademije) in stolnega dekana Janeza Antona Dolničarja. Ustanovna listina je shranjena v Nadškofijskem arhivu v Ljubljani. Knjižnica je zaživela šele dve desetletji kasneje, v jugozahodnem traktu novo zgrajene Semeniške palače (arhitekt Carlo Martinuzzi). Knjižnična dvorana sega v dve nadstropji, stropne freske je leta 1721 prispeval slikar Giulio Quaglio, mizar Jos. Wergant pa jo je leta 1725 opremil z omarami in drugimi rekviziti. 
Leta 1951 je bila razglašena za kulturni spomenik. Knjižnica hrani tri srednjeveške rokopise, okrog 30 inkunabul, izvirne baročne operne librete ipd. Čitalno mizo krasijo trije baročni globusi. 

## Stropna poslikava
Leta 1721 je italijanski slikar Giulio Quaglio, ki je prej že poslikal stolnico, strop knjižnice okrasil s čudovito fresko. Ta po predstavitvi različnih znanosti in umetnosti ob njenem vznožju ter po izbranih srednjeveških cerkvenih pisateljih in cerkvenih očetih v svojem središču predstavlja Resnico. Njo obkrožajo teološke kreposti Vere, Upanja in Ljubezni ter angel z odprto knjigo, kjer je v latinščini zapisano: »Ljubi Gospoda, svojega Boga in ljubi svojega bližnjega«.